# Mise à prix 2
Série
Mise à prix
(2006)
Pour plus de détails, voir Fiche technique et Distribution.
Mise à prix 2 ou Coup fumant 2: Le bal des assassins au Québec (Smokin' Aces 2: Assassins' Ball) est un film américano-canadien de P. J. Pesce, sorti directement en vidéo en 2010. C'est une préquelle du film Mise à prix réalisé par Joe Carnahan et sorti en 2006.

## Synopsis
Walter Weed est un modeste analyste du FBI, qui ne quitte que très rarement son bureau. Jusqu'au jour où l'on découvre qu'un complot est organisé pour le tuer. Une énorme prime est en jeu et attire de nombreux tueurs. Il y a notamment la femme fatale Ariella Martinez, le brutal Finbar McTeague, Fritz Tremor et ses enfants déjantés (Lester, Kaitlyn et Baby Boy) ou encore Lazlo Soot, maître dans l'art du déguisement. Walter est mis sous protection par le FBI. La mission est menée par l'agent spécial Zane Baker. Walter est conduit dans bunker à Chicago, caché sous le club de jazz Little Jazz After Hours Club.

## Fiche technique
Sauf indication contraire, les informations mentionnées dans cette section peuvent être confirmées par les bases de données cinématographiques IMDb et Allociné,  présentes dans la section « Liens externes ».
- Titre original : Smokin' Aces 2: Assassins' Ball
- Titre français : Mise à prix 2
- Titre québécois : Coup fumant 2: Le bal des assassins
- Réalisation : P. J. Pesce
- Scénario : Olatunde Osunsanmi, Olumide Odebunmi, P. J. Pesce et Tom Abrams, d'après les personnages et une histoire de Joe Carnahan
- Directeur artistique : Anneke Van Oort
- Décors : Chris August
- Costumes : Kerry Weinrauch
- Photographie : David Geddes
- Montage : Angela M. Catanzaro
- Musique : Tim Jones
- Producteurs : Mike Elliott, Joe Carnahan (délégué), Greg Holstein (associé)
- Sociétés de production : Working Title Films, Always Split Aces Productions et Capital Arts Entertainment
- Distribution : Universal Pictures
- Langue originale : anglais
- Pays d'origine :  Canada,  États-Unis
- Genre : comédie d'action
- Durée : 86 minutes, 88 minutes (version censurée)
- Date de sortie :
- Canada, États-Unis : 19 janvier 2010
- France : 27 avril 2010

## Distribution
- Tom Berenger (VF : Hervé Jolly ; VQ : Hubert Gagnon) : Walter Weed
- Clayne Crawford (VF : Fabien Jacquelin ; VQ : Martin Watier) : l'agent Zane Baker
- Tommy Flanagan (VQ : Sylvain Hétu) : Lazlo Soot
- Maury Sterling (VF : Patrick Laplace ; VQ : Hugolin Chevrette) : Lester Tremor
- Martha Higareda : Ariella Martinez
- Christopher Michael Holley (en) (VF : Jean-Paul Pitolin ; VQ : François L'Écuyer) : Malcolm Little
- Ernie Hudson (VF : Daniel Beretta ; VQ : Guy Nadon) : Anthony Vejar
- Michael Parks (VF : Antoine Tomé ; VQ : Aubert Pallascio) : Fritz Tremor
- Autumn Reeser (VF : Fily Keita ; VQ : Pascale Montreuil) : Kaitlin « AK-47 » Tremor
- Vinnie Jones (VF : Guillaume Orsat ; VQ : Patrick Chouinard) : McTeague
- Hrothgar Mathews : l'agent Redstone
- Jared Keeso (en) (VF : Benjamin Gasquet) : l'agent Nicholas
- Jason Schombing (VF : Marc Saez) : Agent Abrego
- David Richmond-Peck (en) (VQ : Philippe Martin) : l'agent Dominic Dumare
- Grant Elliott : l'agent Partch
- C. Ernst Harth (en) (VQ : Thiéry Dubé) : Baby Boy Tremor
- Fred Henderson (en) : Hal Leuco
- Peter Benson (VQ : Benoit Éthier) : Marty Mecklen
- Kirsten Robek : Jenny Lee
- Sonja Bennett (en) (VQ : Catherine Bonneau) : Jules Scott
- Keegan Connor Tracy (VF : Léa Gabrièle ; VQ : Ariane-Li Simard-Côté) : Vicky

 Source et légende : version française (VF) sur RS Doublage
 Source et légende : version québécoise (VQ) sur Doublage.qc.ca

## Production
Le tournage a lieu en Colombie-Britannique au Canada : Vancouver, North Vancouver et Coquitlam.